# 翼手喙龍屬
翼手喙龍屬（屬名：Pterorhynchus）意為「翼狀口鼻部」，指的是牠們高大的頭冠。翼手喙龍是翼龍目的一屬，化石發現於中國內蒙古道虎溝組地層，地質年代為晚侏儸紀。
翼手喙龍的正模標本（編號CAGS02-IG-gausa-2/M 608）發現於赤峰市的道虎溝組。季強認為這化石來自於燕遼生物群的海房溝組，地質年代為卡洛維階。呂君昌在2007年提出這些化石發自於年代較晚的髫髻山組。
在2002年，季強、斯特芬·柯瑞克斯（Stephen Czerkas）將這些化石進行敘述、命名，模式種是沃氏翼手喙龍（P. wellnhoferi）。屬名在古希臘文意為「有翼的口鼻部」，意指頭部頂端的高而扁頭冠；種名則是以德國翼龍類學家彼得·沃爾赫費爾（Peter Wellnhofer）為名。
正模標本是一個天然狀態的接近完整骨骸，上有覆蓋物的痕跡。這些覆蓋物包含翼膜壓痕、類似毛的結構物、喙嘴翼龍科的尾巴末端尾標、以及頭冠，頭冠包含了骨質基部與大型角質延伸物；在缺乏頭冠的喙嘴翼龍科中，翼手喙龍具有頭冠是相當獨特的。頭冠基部骨頭連接者角質組織形成的頭冠，形成陡峭的頭冠前緣；頭冠中段呈圓形，之後曲線下降。頭冠的長度，相當於頭顱骨的後2/3長度。頭冠上有數十個平行稜脊，可加強其結構。頭冠基部可發現垂直模式結構，被認為生前對應者某些顏色模式。研究人員提出頭冠具有氣動性功能，這也是其屬名來源的參考。研究人員提出毛髮結構相當於羽毛的演化第二階段，也顯示翼龍類的毛、恐龍的羽毛是同源演化的結果。模式個體的頭顱骨長度為11.8公分（4.65吋），翼展約85公分（33.46吋）。
季強等人將翼手喙龍歸類於喙嘴翼龍科。大衛·安文（David Unwin）的近期著作《The Pterosaurs: From Deep Time》則認為翼手喙龍生存於白堊紀，但這是根據舊資料而來。安文也提出翼手喙龍屬於掘頜龍亞科。
2014年的研究表示翼手喙龍屬是悟空翼龙科的近亲。

## 外部連結
- Pterorhynchus in The Pterosaur Database
- Pterorhynchus （页面存档备份，存于） in The Pterosauria
- Multiple reconstructions of Pterorhynchus at The Grave Yard